# Virpi Niemelä
Virpi Niemelä (ur. 26 grudnia 1936 w Helsinkach, zm. 18 grudnia 2006 w Argentynie) – argentyńska astronomka fińskiego pochodzenia.

## Życiorys
Urodziła się w Helsinkach, lecz w wieku 17 lat wyemigrowała wraz z rodziną do Argentyny. Tam otrzymała obywatelstwo, wyszła za mąż i miała dwóch synów.
Studiowała na Wydziale Nauk Astronomiczno-Geofizycznych na Universidad Nacional de La Plata. Jej mentorem, a także późniejszym bliskim współpracownikiem, był profesor Jorge Sahade. W kręgu jej zainteresowań astronomicznych były gwiazdy Wolfa-Rayeta i inne masywne gwiazdy oraz ciasne układy podwójne gwiazd. Na Universidad Nacional de La Plata uzyskała tytuł MSc, w 1974 stopień PhD oraz stanowisko, została też członkiem rządowej agencji naukowej CONICET. Oba te stanowiska utraciła w czasach rządów wojskowej dyktatury w 1979, lecz nie zaprzestała swoich badań nad masywnymi gwiazdami i w końcu otrzymała posadę w Comisión de Investigaciones Cientifícas de la Provincia de Buenos Aires (CICBA), którą piastowała do końca życia. Jako członek CICBA przez wiele lat pracowała w Instituto de Astronomía y Física del Espacio (IAFE) w Buenos Aires, po czym przeniosła swoje biuro do La Platy, otrzymała też stanowisko profesora na swoim macierzystym Wydziale Nauk Astronomiczno-Geofizycznych. W 2005 uczelnia uhonorowała ją, nadając jej status profesora emeritusa. W trakcie swej kariery naukowej pracowała także jako profesor wizytujący i astronom w Brazylii, Chile, Francji i Europejskim Obserwatorium Południowym (ESO). Łącznie napisała bądź była współautorką ponad 150 recenzowanych prac poświęconych masywnym gwiazdom. Pod koniec życia zmagała się z rakiem piersi.
Dla uczczenia jej nadchodzących 70. urodzin w dniach 11–14 grudnia 2006 w Cariló w Argentynie zorganizowano międzynarodową konferencję astronomiczną poświęconą masywnym gwiazdom. Zjawiło się na niej wielu przyjaciół, współpracowników oraz byłych studentów. W trakcie konferencji ogłoszono, że Virpi Niemelä została członkiem stowarzyszonym brytyjskiego Królewskiego Towarzystwa Astronomicznego jako drugi w historii obywatel Argentyny (po jej mentorze, profesorze Sahade), oraz że na jej cześć nazwano planetoidę (5289) Niemela. Kilka dni po zakończeniu konferencji, 18 grudnia, Niemelä zmarła.